# Landratsamt Königsee
| Basisdaten                     | Basisdaten           |
| ------------------------------ | -------------------- |
| Bestandszeitraum               | 1850–1922            |
| Verwaltungssitz                | Königsee             |
| Fläche                         | 271 km² (1910)       |
| Einwohner                      | 34.308 (1910)        |
| Bevölkerungsdichte             | 127 Einw./km² (1910) |
| Gemeinden                      | 52                   |
|                                |                      |
| Lage des Landratsamts Königsee |                      |

Das Landratsamt Königsee war von 1850 bis 1922 ein Verwaltungsbezirk im Fürstentum Schwarzburg-Rudolstadt und im Freistaat Schwarzburg-Rudolstadt. Sein Gebiet gehört heute größtenteils zum Landkreis Saalfeld-Rudolstadt in Thüringen.

## Geschichte
Das Fürstentum Schwarzburg-Rudolstadt bestand im 19. Jahrhundert aus zwei räumlich getrennten Landesteilen, der Oberherrschaft im Raum Rudolstadt und der Unterherrschaft rund um Frankenhausen. Bei einer Neugliederung des Staatsgebietes im Jahre 1850 wurden in der Oberherrschaft die beiden Landratsämter Rudolstadt und Königsee eingerichtet. Das Landratsamt Königsee ging auf das Amt Schwarzburg zurück, dessen Amtssitz 1668 nach Königsee verlegt wurde. Es umfasste einen Landstrich an der Schwarza und an der Rinne im Thüringer Schiefergebirge.
1918 wurde aus dem Fürstentum Schwarzburg-Rudolstadt der Freistaat Schwarzburg-Rudolstadt, der wiederum am 1. Mai 1920 im Land Thüringen aufging. Bei einer umfassenden Gebietsreform zum 1. Oktober 1922 wurde das Landratsamt Königsee aufgelöst:
- Die Gemeinden Böhlen, Friedersdorf und Wildenspring kamen zum Landkreis Arnstadt.
- Die Gemeinden Geiersthal und Lichte kamen zum Landkreis Saalfeld.
- Die Stadt Neuhaus am Rennweg und die Gemeinde Schmalenbuche kamen zum Landkreis Sonneberg.
- Alle übrigen Städte und Gemeinden kamen zum Landkreis Rudolstadt.[2]

## Landräte
- 1911–1912: Rudolf Knauth
- 1912–1922: Georg Sattler

## Einwohnerentwicklung
|           | Landratsamt Königsee |        |
| Jahr      | 1900                 | 1910   |
| Einwohner | 31.862               | 34.308 |

Einwohnerzahlen der Gemeinden mit mehr als 1.000 Einwohnern (Stand 1910):
| Böhlen             | 1.102 |
| Cursdorf           | 1.100 |
| Katzhütte          | 1.865 |
| Königsee           | 3.209 |
| Lichte             | 1.430 |
| Mellenbach         | 1.022 |
| Meuselbach         | 2.049 |
| Neuhaus am Rennweg | 2.553 |
| Oberweißbach       | 2.117 |
| Scheibe            | 1.053 |
| Unterweißbach      | 1.030 |

## Gemeinden
| - Allendorf - Allersdorf - Alsbach - Aschau - Barigau - Bechstedt - Blumenau - Böhlen - Cursdorf - Deesbach - Dörnfeld - Döschnitz - Dröbischau - Egelsdorf | - Friedersdorf - Geiersthal - Glasbach - Goldisthal - Herschdorf bei Königsee - Horba - Katzhütte - Königsee, Stadt - Leibis - Lichta - Lichte - Lichtenhain - Mankenbach - Mellenbach | - Meura - Meuselbach - Milbitz - Neuhaus am Rennweg, Stadt - Oberhain - Oberhammer - Oberköditz - Oberrottenbach 1 - Oberschöbling - Oberweißbach, Stadt - Obstfelderschmiede - Quelitz - Rohrbach - Rottenbach 1 | - Scheibe - Schmalenbuche - Schwarzburg - Sitzendorf - Storchsdorf - Unterhain - Unterköditz - Unterschöbling - Unterweißbach - Wildenspring - Wittgendorf |